# Fourth Division 1988-1989
La Fourth Division 1988-1989, conosciuta anche con il nome di Barclays Fourth Division per motivi di sponsorizzazione, è stato il 31º campionato inglese di calcio di quarta divisione. La stagione regolare ha avuto inizio il 27 agosto 1988 e si è conclusa il 13 maggio 1989, mentre i play off si sono svolti tra il 21 maggio ed il 6 giugno 1989. Ad aggiudicarsi il titolo è stato il Rotherham United, al primo successo nella competizione. Le altre tre promozioni in Third Division sono state invece conseguite dal Tranmere Rovers (2º classificato), dal Crewe Alexandra (3º classificato, che torna nella categoria superiore dopo ventuno anni) e dal Leyton Orient (vincitore dei play off).
Capocannoniere del torneo è stato Phil Stant (Hereford United) con 28 reti.

## Stagione

### Novità
Al termine della stagione precedente, insieme ai campioni di lega del Wolverhampton Wanderers, salirono direttamente in Third Division anche: il Cardiff City (2º classificato) ed il Bolton Wanderers (3º classificato). Mentre lo Swansea City che giunse al 6º posto, riuscì a raggiungere la promozione attraverso i play-off. Il Newport County, ultimo classificato, non riuscì invece a mantenere la categoria e dopo essere incappato in due retrocessioni consecutive, scese in Conference League.
Queste cinque squadre furono rimpiazzate dalla quattro retrocesse dalla Third Division: Rotherham United (battuto dallo Swansea City nei play off interdivisionali e sceso in quarta divisione dopo quattordici anni), Grimsby Town (alla seconda retrocessione consecutiva), York City e Doncaster Rovers e dalla neopromossa proveniente dalla Conference League: Lincoln City.

### Formula
Le prime tre classificate venivano promosse direttamente in Third Division, insieme alla vincente dei play off a cui partecipavano le squadre giunte dal 4º al 7º posto. Mentre l'ultima classificata retrocedeva in Conference League.

## Squadre partecipanti
| Squadra             | Città           | Stadio            | Stagione precedente                     |
| ------------------- | --------------- | ----------------- | --------------------------------------- |
| Burnley             | Burnley         | Turf Moor         | 10º posto in Fourth Division            |
| Cambridge Utd       | Cambridge       | Abbey Stadium     | 15º posto in Fourth Division            |
| Carlisle United     | Carlisle        | Brunton Park      | 23º posto in Fourth Division            |
| Colchester United   | Colchester      | Layer Road        | 9º posto in Fourth Division             |
| Crewe Alexandra     | Crewe           | Gresty Road       | 17º posto in Fourth Division            |
| Darlington          | Darlington      | Feethams Ground   | 13º posto in Fourth Division            |
| Doncaster           | Doncaster       | Belle Vue         | 24º posto in Third Division, retrocesso |
| Exeter City         | Exeter          | St James Park     | 22º posto in Fourth Division            |
| Grimsby Town        | Grimsby         | Blundell Park     | 22º posto in Third Division, retrocesso |
| Halifax Town        | Halifax         | The Shay          | 18º posto in Fourth Division            |
| Hartlepool United   | Hartlepool      | Victoria Park     | 16º posto in Fourth Division            |
| Hereford United     | Hereford        | Edgar Street      | 19º posto in Fourth Division            |
| Leyton Orient       | Londra (Leyton) | Brisbane Road     | 8º posto in Fourth Division             |
| Lincoln City        | Lincoln         | Sincil Bank       | 1º posto in Conference League, promosso |
| Peterborough United | Peterborough    | London Road       | 7º posto in Fourth Division             |
| Rochdale            | Rochdale        | Spotland Stadium  | 21º posto in Fourth Division            |
| Rotherham United    | Rotherham       | Millmoor          | 21º posto in Third Division, retrocesso |
| Scarborough         | Scarborough     | Seamer Road       | 12º posto in Fourth Division            |
| Scunthorpe United   | Scunthorpe      | Glanford Park     | 4º posto in Fourth Division             |
| Stockport County    | Stockport       | Edgeley Park      | 20º posto in Fourth Division            |
| Torquay United      | Torquay         | Plainmoor         | 5º posto in Fourth Division             |
| Tranmere Rovers     | Birkenhead      | Prenton Park      | 14º posto in Fourth Division            |
| Wrexham             | Wrexham         | Racecourse Ground | 11º posto in Fourth Division            |
| York City           | York            | Bootham Crescent  | 23º posto in Third Division, retrocesso |

## Classifica finale
|  | Pos. | Squadra          | Pt | G  | V  | N  | P  | GF | GS | DR  |
|  | ---- | ---------------- | -- | -- | -- | -- | -- | -- | -- | --- |
|  | 1    | Rotherham Utd    | 82 | 46 | 22 | 16 | 8  | 76 | 35 | +41 |
|  | 2    | Tranmere         | 80 | 46 | 21 | 17 | 8  | 62 | 43 | +19 |
|  | 3    | Crewe Alexandra  | 78 | 46 | 21 | 15 | 10 | 67 | 48 | +19 |
|  | 4    | Scunthorpe Utd   | 77 | 46 | 21 | 14 | 11 | 77 | 57 | +20 |
|  | 5    | Scarborough      | 77 | 46 | 21 | 14 | 11 | 67 | 52 | +15 |
|  | 6    | Leyton Orient    | 75 | 46 | 21 | 12 | 13 | 86 | 50 | +36 |
|  | 7    | Wrexham          | 71 | 46 | 19 | 14 | 13 | 77 | 63 | +14 |
|  | 8    | Cambridge Utd    | 68 | 46 | 18 | 14 | 14 | 71 | 62 | +9  |
|  | 9    | Grimsby Town     | 66 | 46 | 17 | 15 | 14 | 65 | 59 | +6  |
|  | 10   | Lincoln City     | 64 | 46 | 18 | 10 | 18 | 64 | 60 | +4  |
|  | 11   | York City        | 64 | 46 | 17 | 13 | 16 | 62 | 63 | –1  |
|  | 12   | Carlisle Utd     | 60 | 46 | 15 | 15 | 16 | 53 | 52 | +1  |
|  | 13   | Exeter City      | 60 | 46 | 18 | 6  | 22 | 65 | 68 | –3  |
|  | 14   | Torquay Utd      | 59 | 46 | 17 | 8  | 21 | 45 | 60 | –15 |
|  | 15   | Hereford Utd     | 58 | 46 | 14 | 16 | 16 | 66 | 72 | –6  |
|  | 16   | Burnley          | 55 | 46 | 14 | 13 | 19 | 52 | 61 | –9  |
|  | 17   | Peterborough Utd | 54 | 46 | 14 | 12 | 20 | 52 | 74 | –22 |
|  | 18   | Rochdale         | 53 | 46 | 13 | 14 | 19 | 56 | 82 | –26 |
|  | 19   | Hartlepool Utd   | 52 | 46 | 14 | 10 | 22 | 50 | 78 | –28 |
|  | 20   | Stockport County | 51 | 46 | 10 | 21 | 15 | 54 | 52 | +2  |
|  | 21   | Halifax Town     | 50 | 46 | 13 | 11 | 22 | 69 | 75 | –6  |
|  | 22   | Colchester Utd   | 50 | 46 | 12 | 14 | 20 | 60 | 78 | –18 |
|  | 23   | Doncaster        | 49 | 46 | 13 | 10 | 23 | 49 | 78 | –29 |
|  | 24   | Darlington       | 42 | 46 | 8  | 18 | 20 | 53 | 76 | –23 |

Legenda:
      Promosso in Third Division 1989-1990.
  Ammesso ai play-off.
      Retrocesso in Conference League 1989-1990.
Regolamento:
Tre punti a vittoria, uno a pareggio, zero a sconfitta.
In caso di arrivo di due o più squadre a pari punti, la graduatoria verrà stilata secondo i seguenti criteri:
- differenza reti
- maggior numero di gol segnati

## Spareggi

### Play-off

#### Tabellone
|  | Semifinali | Semifinali     | Semifinali | Semifinali | Semifinali |  |  | Finale | Finale        | Finale | Finale | Finale |  |
|  |            |                |            |            |            |  |  |        |               |        |        |        |  |
|  | 7°         | Wrexham        | 3          | 2          | 5          |  |  |        |               |        |        |        |  |
|  | 4°         | Scunthorpe Utd | 1          | 0          | 1          |  |  | 7°     | Wrexham       | 0      | 1      | 1      |  |
|  | 6°         | Leyton Orient  | 2          | 0          | 2          |  |  | 6°     | Leyton Orient | 0      | 2      | 2      |  |
|  | 5°         | Scarborough    | 0          | 1          | 1          |  |  |        |               |        |        |        |  |

#### Semifinali
|                   | Risultati |                   | Luogo e data                |
| ----------------- | --------- | ----------------- | --------------------------- |
| Leyton Orient     | 2-0       | Scarborough       | Londra, 21 maggio 1989      |
| Scarborough       | 1-0       | Leyton Orient     | Scarborough, 24 maggio 1989 |
|                   |           |                   |                             |
| Wrexham           | 3-1       | Scunthorpe United | Wrexham, 21 maggio 1989     |
| Scunthorpe United | 0-2       | Wrexham           | Scunthorpe, 25 maggio 1989  |
|                   |           |                   |                             |

#### Finali
|               | Risultati |               | Luogo e data            |
| ------------- | --------- | ------------- | ----------------------- |
| Wrexham       | 0-0       | Leyton Orient | Wrexham, 30 maggio 1989 |
| Leyton Orient | 2-1       | Wrexham       | Londra, 3 giugno 1989   |
|               |           |               |                         |